# قاذف الحراب

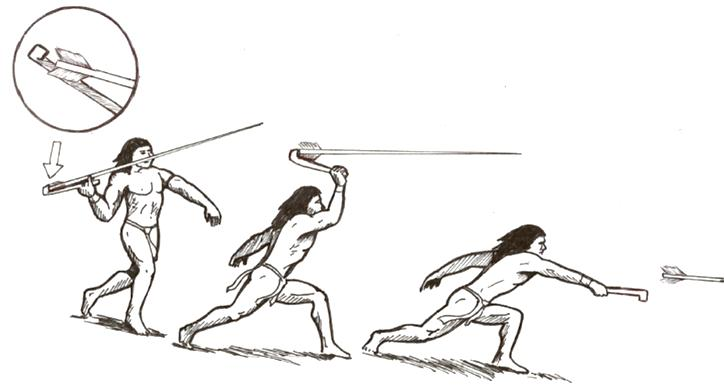
استخدام قاذف الحراب

قاذف الحراب (Atlatl) أداة تستخدم الفائدة الميكانيكية لتحقيق سرعة أكبر في رمي النشاب أو الحراب أو الرماح، وتتضمن سطحًا محملًا يسمح للمستخدم بتخزين الطاقة أثناء الرمي.